# Paul Hansen Birch
Paul Hansen Birch (20. juli 1788 i Faaberg – 25. april 1863 i Trondhjem) var en norsk officer.
Paul Hansen Birch var søn af handelsmand Johan Gotfred Hartmann Reichenwald og Marie Elisabeth f. Birch, en københavnsk grossererdatter, men blev som lille dreng adopteret af sin morbroder, senere generalkrigskommissær i Norge, Hans Jørgen Birch (17. januar 1751 - 1811), der fuldstændig tog sig af hans opdragelse og fik ham, kort før han fyldte sit 12. år, optaget i kadetkorpset i Christiania. Han gjorde sig her særlig bemærket ved sin flid, sine fortrinlige evner og sin elskværdige, åbne og ærlige karakter, der vandt ham alles hjerter, og som bevirkede, at korpset nødig gav slip på ham, men ønskede at beholde ham som skoleofficer. 
Først 1806 kom Birch, der i 1804 var udnævnt til fændrik og ansat ved søndenfjeldske infanteriregiment, 1805 til sekondløjtnant, til tjeneste ved regimentet, med hvilket han deltog i krigen 1808, blandt andet i træfningerne ved Præstebakke og Berby. Også under disse alvorligere forhold tildrog Birch, samme år avanceret til premierløjtnant, sig fortjent opmærksomhed, hædredes 1809 for udvist tapperhed med ridderkorset og blev optaget som adjoint i generaladjudantstaben og ansat som adjudant hos den kommanderende general søndenfjelds, prins Christian August. Han blev derpå på ny ansat som skoleofficer ved kadetkorpset og forblev her indtil udgangen af 1811, da han beordredes til tjeneste ved den topografiske opmåling. I 1814 blev han kaptajn og divisionsadjudant og deltog som sådan i dette års felttog i general Hegermanns stab. 
Ved Norges afståelse 1814 mistede den danske hær i Birch en af sine mest lovende yngre officerer, men for Birch selv skuffedes de forhåbninger, hans så smukt begyndte løbebane berettigede ham til at nære, ikke under den nye ordning. Han avancerede til general, beklædtes med en mængde tillidshverv og var en af staten og medborgere lige hædret personlighed, da han med udgangen af året 1859 trak sig tilbage fra offentlig virksomhed i Norge.